# The Clash (album)
The Clash è il primo album in studio del gruppo musicale punk inglese The Clash, pubblicato l'8 aprile 1977 in Regno Unito e il 26 luglio 1979 negli Stati Uniti dalla CBS Records.
L'album raggiunse il 12º posto nelle classifiche del Regno Unito ed è stato incluso in molte classifiche retrospettive come uno dei più grandi dischi punk di tutti i tempi.
Nel 2016 la rivista Rolling Stone lo inserisce al secondo posto dei migliori 40 dischi punk della storia.

## Registrazione
(Mick Jones - Harlesden Colisseum, 11 marzo 1977)
La maggior parte dell'album fu concepita al 18º piano di un condominio comunale in Harrow Road a Londra, in un appartamento affittato dalla nonna di Mick Jones.
Il disco venne poi registrato e mixato, presso lo Studio 3 della CBS, tra febbraio e marzo del 1977. La registrazione venne realizzata da Simon Humphrey, un giovane tecnico del suono impiegato dell'etichetta, più abituato al pop e al rock progressivo che al punk rock (avendo lavorato, per esempio anche con gli ABBA). Il gruppo, diffidente nei confronti della casa discografica, affidò la produzione ad un loro conoscente, Mickey Foote. Le sessioni durano 8-10 giorni, più tre giorni di mixaggio, per un costo di circa 4.000 sterline.
Humphrey capì subito che il gruppo si aspettava da lui che registrasse il suono più crudo possibile, senza artifici, cosa che poi fece. Joe Strummer e Mick Jones hanno scritto e composto 12 delle 14 tracce dell'album. Le due eccezioni sono What's My Name, scritta in collaborazione con Keith Levene (ex membro del gruppo), e Police & Thieves, una cover reggae scritta da Junior Murvin.

## Contenuto
Janie Jones è stata una delle prime canzoni mai scritte dai Clash, nel 1976. L'idea della melodia e del testo del ritornello sarebbero venuti in mente al chitarrista Mick Jones mentre viaggiava a Londra, sull'autobus 31, verso Chalk Farm, con Strummer che in seguito ha aiutato con il resto del testo. Il testo riguarda la vita lavorativa e la lotta per provare a trovare un po' di divertimento in un noioso lavoro d'ufficio. Il titolo deriva dal vero nome di una controversa cantante di cabaret degli anni '50 e '60 che suscitò polemiche per essere stata coinvolta in uno scandalo sessuale. Nel 1974 fu condannata a sette anni di prigione per sfruttamento della prostituzione. Secondo la band, usarono il suo nome perché una persona come lei sarebbe sembrata incredibilmente affascinante a qualcuno che lavorava in un noioso lavoro d'ufficio. Successivamente divenne amica della band e insieme ai loro e ai Blockheads (accreditati congiuntamente come The Lash) pubblicò un altro singolo nel 1982 intitolato "House of the Ju-Ju Queen", che fu prodotto anche da Joe Strummer.
Remote Control è un brano contro l'oppressione e il conformismo. Venne scritto da Mick Jones dopo l'Anarchy Tour (dove, in seguito allo scandalo The Filth and the Fury dei Sex Pistols, la maggior parte dei concerti del tour furono cancellati all'ultimo minuto) e contiene riferimenti alla polizia, ai burocrati comunali che avevano annullato i concerti, alle grandi aziende e soprattutto alle case discografiche. Quando la CBS decise di pubblicare la canzone come singolo, nel maggio 1977, senza consultare la band, sebbene i Clash inizialmente fossero molto orgogliosi del brano, lo rinnegarono rapidamente. In un'intervista rilasciata poche settimane prima alla rivista Melody Maker, la band confermò (o almeno così pensavano) che il singolo successivo sarebbe stato Janie Jones.
I'm So Bored with the U.S.A., originariamente sviluppata da una precedente canzone di Mick Jones dedicata alla sua ragazza e intitolata I'm So Bored with You (che compare nella sua forma originale nei primi bootleg). Sotto la costante influenza di Malcolm McLaren e Bernie Rhodes, nel 1976 la canzone venne rielaborata in una sarcastica canzone antiamericana. Il radicale rifiuto di tutto ciò che era americano: la critica al trattamento ipocrita nei confronti dei veterani del Vietnam, l'influenza economica e l'ingerenza americana verso altri paesi, la copertura del Watergate e l'influenza dei media.
White Riot è stato il singolo di debutto dei Clash. Il 30 agosto 1976, Joe Strummer e Paul Simonon, che all'epoca vivevano in uno squat nella zona ovest di Londra, si unirono alla rivolta di Notting Hill, quando centinaia di giovani neri si scontrarono con la polizia dopo una lunga estate di tensioni latenti. Gli eventi di quel giorno ispirarono il gruppo a scrivere White Riot. Nel testo, Strummer, riflette sul motivo per cui i ragazzi bianchi non si schierassero e non stessero combattendo anche loro per quelli che a loro parevano ottimi motivi. Secondo la sua opinione, i giovani bianchi, dovrebbero essere indignati per il loro governo oppressivo, proprio come lo sono i neri, e manifestare attraverso azioni dirette di protesta. Intervistato da NME, Strummer chiarì che "L'unica cosa che stiamo dicendo sui neri è che hanno i loro problemi e sono preparati ad affrontarli. Ma gli uomini bianchi, semplicemente non sono preparati ad affrontarli: tutto è troppo comodo. Hanno stereo, droghe, hi-fi, auto. I poveri neri e i poveri bianchi sono sulla stessa barca".
Hate and War è un'accusa contro la vita quotidiana della classe operaia londinese e un appello a diventare più duri se si vuole sopravvivere ai pericoli della strada. Joe Strummer, in un'intervista del 2002 sulla rivista Uncut, disse che il titolo era un capovolgimento della frase hippy Love and Peace, fatta per illustrare il contrasto tra l'ottimismo e la speranza della fine degli anni '60 e la triste realtà della Gran Bretagna negli anni '70.
What's My Name è l'unico brano in cui, nei credits di scrittura, figura il nome del chitarrista originale Keith Levene. Levene afferma di aver scritto la maggior parte della canzone con Mick Jones, nel maggio 1976. Strummer tuttavia ricorda che l'unico verso attribuibile a lui sarebbe il ritornello "What's my name?" ("Era l'unica cosa che aveva scritto. Ho inserito alcune strofe per tenere separati quei ritornelli").
Deny La canzone è stata scritta originariamente da Mick Jones per i London SS, la band in cui suonava prima che Strummer si unisse a lui per formare i Clash. Sembra che in origine parlasse di negazione in tutte le sue forme, e avrebbe potuto essere rivolta alla sua ragazza di allora, con cui aveva una relazione litigiosa. Venne registrata in stile semi-live presso gli studi Whitfield, nelle stesse session da cui è stata ricavata la versione singola di White Riot. Il testo ha dei riferimenti alla droga. Parole di rimprovero rivolte a quella che sembra essere una donna dipendente dall'eroina ("Baby, you ain't got a hope").
London's Burning prende il nome dalla popolare filastrocca sul grande incendio di Londra del 1666. Cantata da Joe Strummer (e Mick Jones, con Paul Simonon nel ritornello), che inizia la canzone gridando due volte "London's Burning!". È una delle canzoni dei Clash più esplicite sull'alienazione urbana, affrontando una serie di argomenti, il più importante dei quali è la triste vita delle persone a Londra, sottintendendo che questa noia sta "bruciando" la città. Il testo continua scherzando su argomenti come il famigerato traffico automobilistico di Londra, dove i giovani cercano di divertirsi guidando in giro per tutta la notte, annoiati e tutt'altro che felici.
Career Opportunities, traccia di apertura del secondo lato dell'album, è un'invettiva contro la situazione politica ed economica dell'Inghilterra di quel periodo, citando la mancanza di posti di lavoro, in particolare per i giovani ("Le opportunità di carriera sono quelle che non bussano mai. Ogni lavoro che ti offrono è per tenerti fuori dal banco degli imputati'). La canzone menziona anche il servizio militare ("Non voglio andare a combattere nel caldo tropicale"). In seguito, la band avrebbe cambiato il testo durante i concerti, sostituendo "caldo tropicale" con "Falklands Street". Il nome del brano venne ispirato da un titolo del quotidiano Evening Standard.
Cheat Il testo è in gran parte una celebrazione dell'estetica punk emergente di cui i Clash furono pionieri. Una celebrazione dell'anticonformismo e dell'infrangere le regole ("Non so cosa si possa fare al riguardo. Se giochi al gioco non ne ricavi nulla. Scoprilo da solo, prova a essere un bravo ragazzo"). Il testo è stato probabilmente ispirato dai King Mob, un gruppo situazionista attivo a Londra negli anni '70. Strummer considerava la canzone un mero pezzo di riempimento e la scrisse poco prima che la band entrasse in studio per registrare l'album.
Protex Blue, cantata da Mick Jones, parla di un marchio di preservativi degli anni '70. È stata ispirata dal distributore automatico di contraccettivi nei bagni del Castello di Windsor. La canzone termina con la frase urlata "Johnny Johnny!", termine gergale britannico utilizzato per indicare un profilattico.
Police & Thieves è una versione punk/reggae del brano scritto da Junior Murvin. La canzone era una delle preferite, in sala prove, dalla band. Non era stata pianificata originariamente per essere inclusa nell'album, ma venne aggiunta quando il gruppo si rese conto che la tracklist era troppo corta.
48 Hours è una feroce interpretazione di Joe Strummer delle relazioni giovanili, raccontate dal punto di vista di una persona che guarda alle sue 48 ore libere nel fine settimana e descrive il sentimento disperato di molti giovani che desiderano divertirsi il più possibile nel breve lasso di tempo che precede il lunedì e l'inizio della seguente settimana lavorativa, o come viene descritta nel testo, la "prigione su ruote".
Garageland fu scritta da Joe Strummer come risposta al giornalista musicale Charles Shaar Murray (di NME) che, dopo un concerto allo Screen on the Green nell'agosto del 1976, scrisse una recensione dicendo che i Clash erano "il tipo di garage band che dovrebbe essere riportata immediatamente in garage, preferibilmente con il motore acceso". Il testo non è una mera celebrazione della cultura delle garage band (come suggerirebbe il ritornello), ma è in realtà una triste riflessione su come la scena punk stesse esplodendo e le band non suonassero più in piccoli squat e in garage e avessero abbandonato l'etica del DIY che avevano costituito le origini del movimento punk rock ("La gente telefona per farmi offerte di vita, ma io voglio solo restare in garage tutta la notte").

## Pubblicazione
L'album è inizialmente uscito nella sola Gran Bretagna, pubblicato l'8 aprile 1977 dalla CBS Records. Il 26 luglio del 1979 il disco uscì anche negli Stati Uniti in una versione rielaborata, con quattro delle tracce originali sostituite da cinque singoli successivi, oltre ad una versione più recente di White Riot. In America venne pubblicato un anno dopo Give 'Em Enough Rope, diventando così la loro seconda uscita. La CBS aveva infatti deciso che l'album "non era adatto alle radio" americane, quindi inizialmente il disco era disponibile solo come album d'importazione, e come tale diventò l'album più venduto dell'anno, con oltre 100.000 copie.

## Copertina

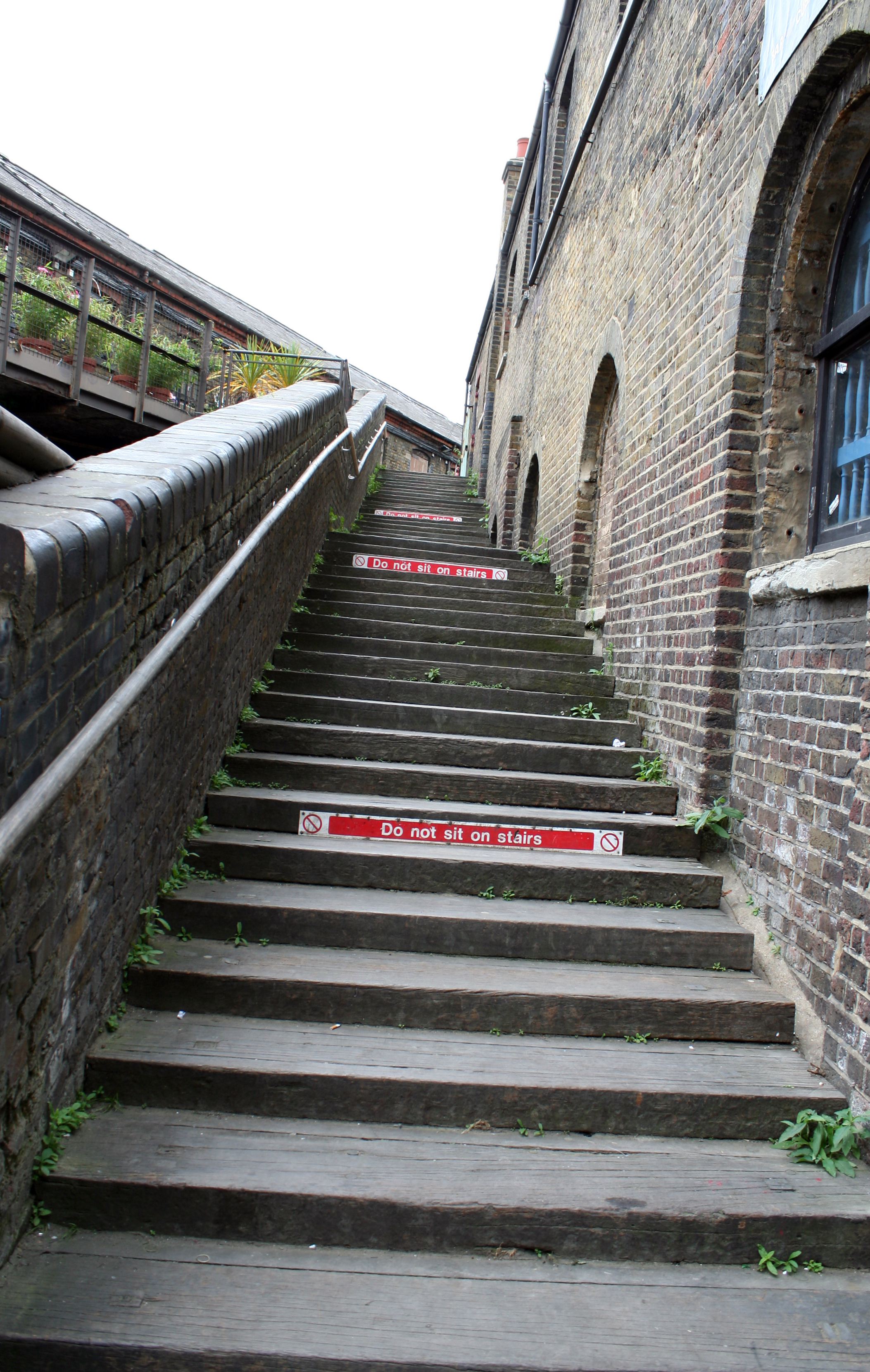
La scalinata dove i The Clash hanno posato per la cover dell'album.

La cover venne realizzata dall'artista polacco Rosław Szaybo. La foto di copertina, scattata da Kate Simon, venne realizzata nel vicolo di fronte alla porta d'ingresso dell'edificio Rehearsal Rehearsals, la sala prove e la base operativa della band, nei pressi del Camden Market. Il batterista Terry Chimes, sebbene all'epoca fosse un membro a pieno titolo dei Clash, non è apparso nella foto poiché aveva già deciso di lasciare il gruppo.
La foto sul retro del disco degli ufficiali di polizia che caricano, scattata da Rocco Macauly, è stata realizzata durante la rivolta dell'agosto 1976 al Carnevale di Notting Hill, a cui Joe Strummer e Paul Simonon (assieme al manager Bernie Rhodes) presero parte e da cui trassero poi l'ispirazione per il brano White Riot. Nei credits del disco, il batterista Terry Chimes viene accreditato com Tory Crimes, traducibile come i crimini dei Tory, ovvero il partito della destra inglese.

## Tracce
1. Janie Jones – 2:08 (Joe Strummer, Mick Jones)
2. Remote Control – 3:03 (Joe Strummer, Mick Jones)
3. I'm So Bored with the U.S.A. – 2:24 (Joe Strummer, Mick Jones)
4. White Riot – 1:56 (Joe Strummer, Mick Jones)
5. Hate & War – 2:06 (Joe Strummer, Mick Jones)
6. What's My Name – 1:41 (Joe Strummer, Mick Jones, Keith Levene)
7. Deny – 3:06 (Joe Strummer, Mick Jones)
8. London's Burning – 2:12 (Joe Strummer, Mick Jones)
9. Career Opportunities – 1:54 (Joe Strummer, Mick Jones)
10. Cheat – 2:06 (Joe Strummer, Mick Jones)
11. Protex Blue – 1:47 (Joe Strummer, Mick Jones)
12. Police & Thieves – 6:03 (Junior Murvin, Lee "Scratch" Perry)
13. 48 Hours – 1:36 (Joe Strummer, Mick Jones)
14. Garageland – 3:13 (Joe Strummer, Mick Jones)

## Formazione
- Joe Strummer - voce, chitarra ritmica, cori
- Mick Jones - chitarra solista, voce, cori
- Paul Simonon - basso, cori
- Terry Chimes - batteria (accreditato come Tory Crimes)

## Classifiche
| Classifica (1977) | Posizione massima |
| ----------------- | ----------------- |
| Regno Unito       | 12                |
| Svezia            | 42                |